# إيزوميبرازول
إن إيزوميبرازول Esomeprazole الذي يباع تحت الاسم التجاري نيكسيوم Nexium من بين الأسماء التجارية الأخرى، هو دواء يقلل من حموضة المعدة. يتم استخدامه لعلاج مرض الجزر المعدي المريئي، ومرض القرحة الهضمية، ومتلازمة زولينجر إليسون. الفعالية مماثلة لمثبطات مضخة البروتون الأخرى (PPIs). يؤخذ عن طريق الفم أو عن طريق الحقن في الوريد.
تشمل الآثار الجانبية الشائعة الصداع، والإمساك، وجفاف الفم، وآلام البطن. قد تشمل الآثار الجانبية الخطيرة الوذمة الوعائية وعدوى المطثية العسيرة والالتهاب الرئوي. يبدو أن استخدام إيزوميبرازول أثناء الحمل آمن، في حين أن سلامة استخدامه أثناء الرضاعة الطبيعية غير واضحة. إيزوميبرازول هو المماثل الضوئي الميسر ( S ) - (-) للأوميبرازول. يعمل إيزوميبرازول عن طريق منع مضخة البروتون / البوتاسيوم H +/ K+ -ATPase في الخلايا الجدارية للمعدة.
تم تسجيل براءة اختراعه في عام 1993 وتمت الموافقة عليه للاستخدام الطبي في عام 2000. إنه متوفر كدواء عام ويباع بدون وصفة طبية في عدد من البلدان. في عام 2017، كان الدواء رقم 88 الأكثر شيوعًا في الولايات المتحدة، مع أكثر من تسعة ملايين وصفة طبية. كما أنه متوفر بدون وصفة طبية في الولايات المتحدة.

## الاستخدام الطبي
الاستخدامات الأساسية لإيزوميبرازول هي مرض الجزر المعدي المريئي، وعلاج التهاب المريء التآكلي وجرعة الصيانة بعد الانتهاء من علاجه، وعلاج قرحة الاثني عشر التي تسببها بكتيريا الملوية البوابية H. pylori، والوقاية من القرحة المعدية لدى الأشخاص الذين يتلقون العلاج بمضادات الالتهاب غير الستيروئيدية المزمنة، وعلاج القرحة المعدية المعوية المرتبطة بمرض كرون.

### الجزر المعدي المريئي
مرض الجزر المعدي المريئي (GERD) هو حالة يتلامس فيها حمض الجهاز الهضمي في المعدة مع المريء. يعرف التهيج الناجم عن هذا الاضطراب بحرقة الفؤاد. يمكن أن يتسبب الاتصال طويل الأمد بين الأحماض المعدية والمريء في حدوث تلف دائم للمريء. يقلل إيزوميبرازول من إنتاج الأحماض الهضمية، وبالتالي يقلل من تأثيرها على المريء.

### قرحة الإثني عشر
يتم الجمع بين إيزوميبرازول والمضادات الحيوية كلاريثروميسين وأموكسيسيلين (أو ميترونيدازول بدلاً من أموكسيسيلين لدى المرضى الذين لديهم فرط حساسية تجاه البنسلين) في العلاج الثلاثي للقضاء على جرثومة الملوية البوابية لمدة 10 أيام. تعد الإصابة بجرثومة الملوية البوابية من العوامل المسببة لغالبية القرحات الهضمية والاثني عشرية.

### الفعالية
خلص التحليل التلوي لعام 2006 إلى أنه بالمقارنة مع مثبطات مضخة البروتون الأخرى، فإن إيزوميبرازول يمنح فائدة عامة متواضعة في شفاء المريء وتخفيف الأعراض. عند التقسيم حسب شدة المرض، كانت فائدة إيزوميبرازول بالنسبة لمثبطات مضخة البروتون الأخرى ضئيلة في الأشخاص المصابين بمرض خفيف (العدد المطلوب للعلاج 50)، لكنه ظهر بشكل فعال أكثر في الأشخاص المصابين بمرض شديد (العدد المطلوب للعلاج 8). وجد التحليل التلوي الثاني أيضًا زيادة في حالات التئام المريء التآكلي (> 95٪ معدل الشفاء) عند مقارنته بالجرعات المعيارية في مجموعات المرضى المختارة على نطاق واسع. وجدت دراسة أجريت عام 2017 أن إيزوميبرازول من بين عدد من الأدوية الفعالة من زمرة مثبطات مضخة البروتون PPIs.

## توقيت تناول إيزوميبرازول
يجب تناول إيزوميبرازول قبل ساعة واحدة على الأقل من الوجبة. يجب ابتلاع الحبة كاملة وعدم سحقها أو مضغها أو كسرها أو فتحها. إذا لم يتمكن المريض من ابتلاع الكبسولة بالكامل، يمكن فتحها ورش الدواء في ملعقة من الحلوى أو عصير التفاح ومن ثم تناولها.

## الآثار السلبية
تشمل الآثار الجانبية الشائعة الصداع، والإسهال، والغثيان، وانتفاخ البطن، وانخفاض الشهية، والإمساك، وجفاف الفم، وآلام البطن. الآثار الجانبية الأكثر شدة هي تفاعلات الحساسية الشديدة، وألم الصدر، والبول الداكن، وسرعة ضربات القلب، والحمى، والتنمل، والتهاب الحلق المستمر، وآلام شديدة في المعدة، وكدمات أو نزيف غير عادي، وإرهاق غير عادي، واصفرار العينين أو الجلد.
قد تترافق مثبطات مضخة البروتون مع خطر أكبر للإصابة بكسور الورك  والإسهال المرتبط بالمطثية العسيرة Clostridium difficile . غالبًا ما يتم إعطاء الأدوية للمرضى في العناية المركزة كإجراء وقائي ضد القرحة، ولكن هذا الاستخدام يرتبط أيضًا بزيادة بنسبة 30 ٪ في حدوث ذات الرئة.
ثبت أن الاستخدام طويل الأمد لمثبطات مضخة البروتون في المرضى الذين عولجوا من جرثومة الملوية البوابية يزيد بشكل كبير من خطر الإصابة بسرطان المعدة.
التهاب الكلية الأنبوبي الخلالي الحاد هو تأثير جانبي سلبي محتمل عند استخدام مثبطات مضخة البروتون.

## الجرعة الزائدة
قد تشمل أعراض جرعة إيزوميبرازول الزائدة ما يلي:
- التخليط
- النعاس
- عدم وضوح الرؤية
- ضربات قلب سريعة
- غثيان
- التعرق
- تورد وتوهج في الوجه
- صداع الراس
- فم جاف

## التداخلات الدوائية
إيزوميبرازول هو مثبط تنافسي لإنزيم CYP2C19 ، وبالتالي قد يتفاعل مع الأدوية التي تعتمد هذا الأنزيم في عملية التمثيل الغذائي، مثل الديازيبام والوارفارين؛ قد تزيد تركيزات هذه الأدوية إذا تم استخدامها بالتزامن مع إيزوميبرازول. على العكس من ذلك، فإن عقار كلوبيدوجريل (بلافيكس) هو دواء أولي غير نشط يعتمد جزئيًا على CYP2C19 للتحويل إلى شكله النشط؛ يمنع تثبيط CYP2C19 تنشيط عقار كلوبيدوجريل، وبالتالي تقليل تأثيراته الدوائية.
إن الأدوية التي تعتمد على درجة حموضة المعدة للامتصاص قد تتداخل دوائية وتتأثر عند استخدامها مع أوميبرازول؛ فالأدوية التي تعتمد على بيئة حمضية (مثل الكيتوكونازول أو الأتازانافير) سوف يتم امتصاصها بشكل سيئ، بينما الأدوية التي تتحلل في البيئات الحمضية (مثل الإريثروميسين) سيتم امتصاصها بدرجة أكبر من المعتاد.

## الحرائك الدوائية

متماثلان للحمض الأميني amino acid العام والذي هو لولبي chiral.

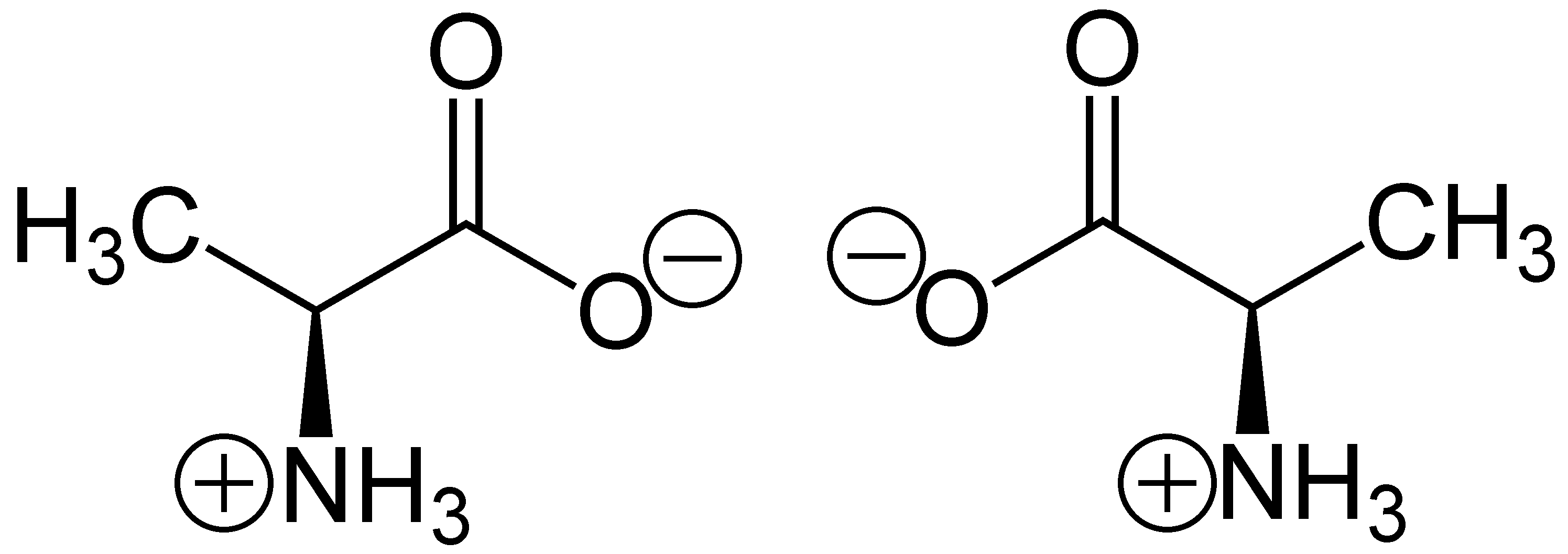
الألانين الميسر (S) الموجود إلى اليسار والآلانين الميمن (R) الموجود إلى اليمين في شكل متماثلين تؤاميين عند درجة حموضة محايدة.(S)-Alanine (left) and (R)-alanine (right) in zwitterionic form at neutral pH

إن جرعة واحدة من إيزوميبرازول عيار 20 إلى 40 ملغ فمويا يؤدي بشكل عام إلى ارتفاع تركيز إيزوميبرازول في البلازما ليبلغ 0.5-1.0ملغ / لتر في غضون 1-4 ساعات، ولكن بعد عدة أيام من الإعطاء مرة واحدة يوميًا، قد تزيد هذه المستويات بنحو 50٪. عادةً ما ينتج عن التسريب الوريدي لجرعة مماثلة لمدة 30 دقيقة الوصول إلى ذروة المستوى البلازمي في حدود 1-3 ملغ / لتر.
يتم إزالة الدواء بسرعة من الجسم، إلى حد كبير عن طريق الإطراح البولي لمستقلبات إيزوميبرازول غير النشطة دوائيا مثل 5-هيدروكسي ميثيلزوميبرازول و 5-كاربوكسي إيزوميبرازول.
لا يمكن تمييز إيزوميبرازول ومستقلباته تحليليًا عن أوميبرازول ومستقلبات أوميبرازول المقابلة ما لم يتم استخدام التقنيات اللولبية chiral.

### توضيح تعبير لولبي chiral

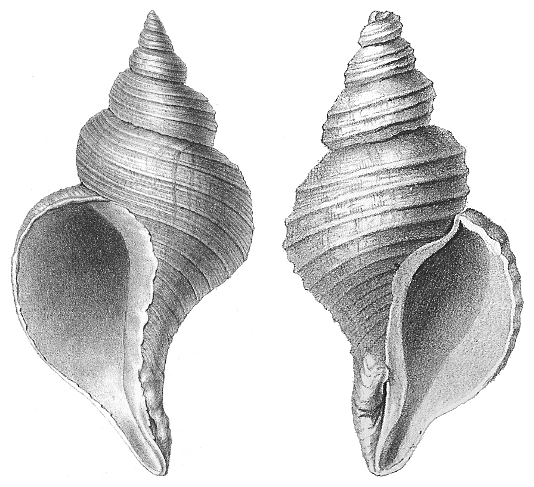
صدفتي بحر من نوعين مختلفين من حلزون البحر: على اليسار توجد صدفة نبتون أنغولاتا (اليد اليسرى sinistral)، وعلى اليمين توجد قوقعة نبتون ديسبكتا (اليد اليمنى dextral).

إن اللولبية: kaɪˈrælɪti / Chirality هي خاصية لعدم التماثل مهمة في العديد من فروع العلم. إن كلمة لولبية chirality مشتقة من اليونانية χειρ (خير)، «يد»، شيء مألوف، مألوف.
يكون الشيء أو النظام لولبيا chiral إذا كان يمكن تمييزه عن صورته في المرآة؛ أي أنه لا يمكن فرضه ووضعه على صورته المرآة.
على العكس من ذلك، لا يمكن تمييز صورة معكوسة لكائن غير لولبي achiral، مثل كرة، عن الكائن الأصلي.
يسمى الكائن اللولبي وصورته المرآة بالأشكال المتعاكسة enantiomorphs أو عند الإشارة إلى الجزيئات الكيماوية بالمتماثلان الضوئيان enantiomers وتكون إما ميمنة أو ميسر (أي أن أحدها يحرف الضوء نحو اليمين والأخر يحرف الضوء نحو اليسار عند الفحص بجهاز الاستقطاب الضوئي).
إن الجسم غير اللولبي achiral يمكن وضعه على صورته في المرآة دون أن نلاحظ أي فرق.

## أشكال الجرعات

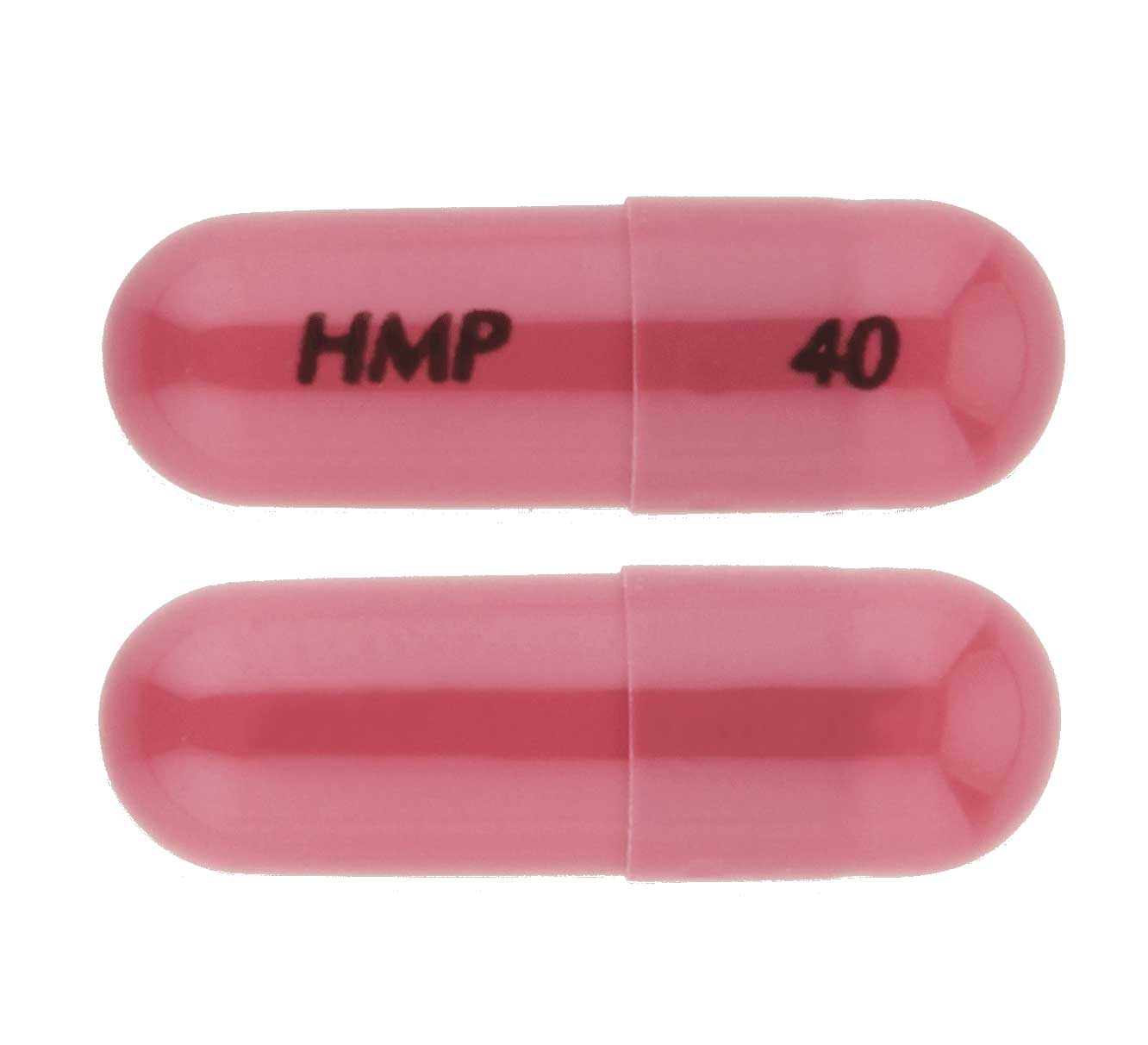
إيزوميبرازول سترونشيوم كبسولات متأخرة التحرر، عيار 49.3 ملغ

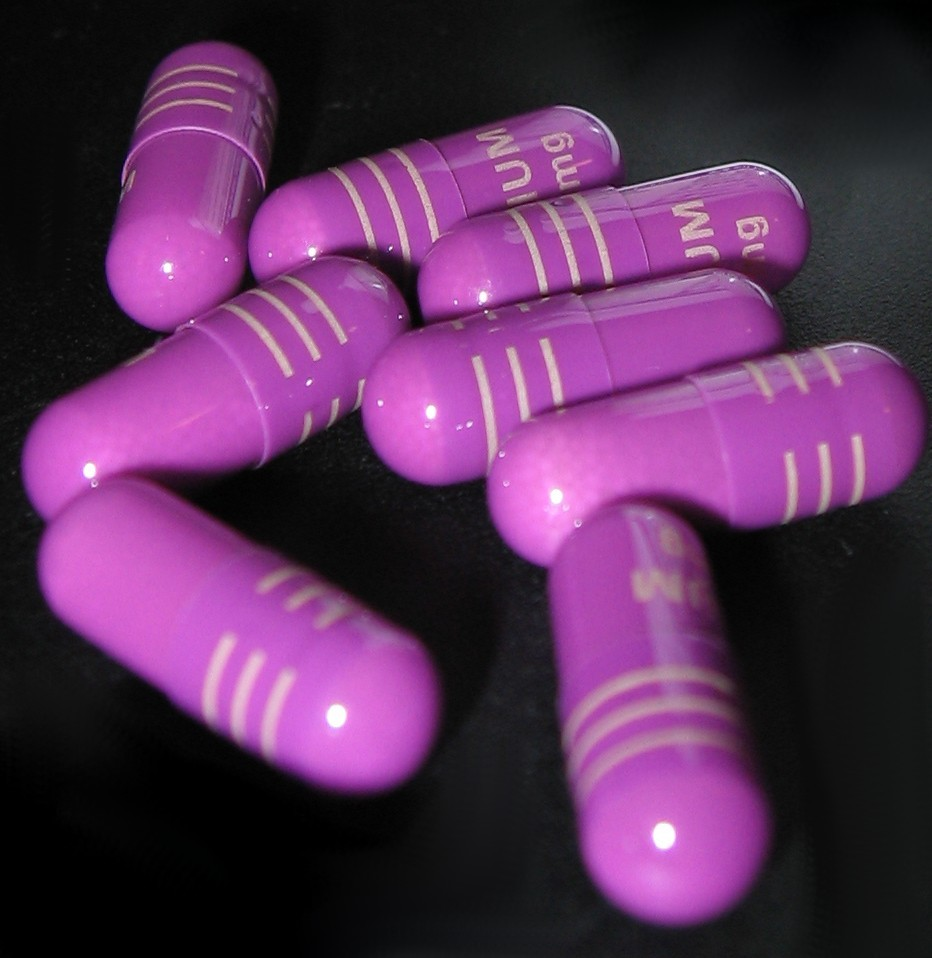
نيكسيوم (إيزوميبرازول مغنيسيوم) كبسولات عيار 40 ملغ

يتوفر إيزوميبرازول على شكل كبسولات متأخرة التحرر في الولايات المتحدة أو كأقراص متأخرة التحرر في أستراليا والمملكة المتحدة وكندا (تحتوي على إيزوميبرازول مغنيسيوم) عيار 20 و 40 ملغ، على شكل كبسولات متأخرة التحرر في الولايات المتحدة (تحتوي على إيزوميبرازول سترونتيوم) عيار 49.3 ملغ (تقدم ما يعادل 40 ملغ من إيزوميبرازول،  وكما أن إيسوميبرازول الصوديوم متوفر للاستخدام عن طريق الحقن الوريدي / التسريب الوريدي. إن مستحضرات إيزوميبرازول عن طريق الفم مغلفة معوية، بسبب التحلل السريع للدواء في الظروف الحمضية للمعدة. يتم تحقيق ذلك عن طريق صياغة الكبسولات باستخدام نظام الحبيبات متعدد الوحدات MUPS.
. يتوفر من ايزوميبرازول اكياس فواره بتركيز ١٠ مجم
يستخدم مزيج النابروكسين / إيزوميبرازول المغنيسيوم (الاسم التجاري فيموفو Vimovo) للوقاية من قرحة المعدة المرتبطة بالعلاج بمضادات الالتهاب غير الستيروئيدية المزمنة. يتوفر فيموفو Vimovo بعيارين: 500/20 ملغ و 375/20 ملغ. أظهرت التجارب السريرية للنابروكسين / إيزوميبرازول حدوث قرحة معوية في 24٪ من المرضى الذين عولجوا نابروكسين (وحده) مقابل 7٪ على نابروكسين / إيسوميبرازول. أضافت إدارة الغذاء والدواء الأمريكية (FDA) تحذيرات إلى ملصق Vimovo فيما يتعلق بالتهاب الكلية الخلالي الحاد وخطر حدوث مشاكل في الكلى لدى بعض المرضى.

### نظام الحبيبات متعدد الوحدات
إن كبسولات إيزوميبرازول، بالإضافة إلى أقراص لوسك Losec / بريلوسك Prilosec ، يتم تصنيعها على أنها «نظام حبيبات متعدد الوحدات» (MUPS). تتكون الكبسولة بشكل أساسي من حبيبات (كريات) صغيرة للغاية معوية مغلفة تحتوي في داخلها على تركيبة إيزوميبرازول وهذه الحبيبات متوضعة داخل غلاف خارجي. عندما تغمر الكبسولة في محلول مائي، كما يحدث عندما تصل الكبسولة إلى المعدة، يدخل الماء إلى الكبسولة بالتناضح. تنتفخ المحتويات بسبب امتصاص الماء، مما يؤدي إلى انفجار القشرة وإطلاق الحبيبات المعوية المغلفة. بالنسبة لمعظم المرضى، فإن نظام الحبيبات متعدد الوحدات ليس له أي فائدة على المستحضرات التقليدية المغلفة المعوية.[بحاجة لمصدر] المرضى الذين تكون التركيبة مفيدة لهم هم أولئك الذين يحتاجون إلى تغذية أنبوب أنفي معدي وأولئك الذين يعانون من صعوبة في البلع (عسر البلع).[بحاجة لمصدر]
جرعة نيكسيوم لعلاج أمراض الجهاز الهضمي
جرعة دواء Nexium للأطفال أكبر من 12 سنة والبالغين:
لعلاج ارتجاع المريء:
20 مجم أو 40 مجم مرة واحدة يوميًا لمدة 4 إلى 8 أسابيع
للوقاية من قرحة المعدة الناتجة عن تناول المسكنات:
20 مجم أو 40 مجم مرة واحدة يوميا لمدة تصل إلى 6 أشهر
لعلاج جرثومة المعدة (اتش بيلوري):
يتم تناول نيكسيوم بجرعة 40 مجم مرة واحدة يوميًا لمدة 10 أيام مع أدوية أخرى مثل داوء أموكسيسيلين 1000 مجم ودواء كلاريثروميسين 500 مجم
لعلاج متلازمة زولينجر إليسون:
الجرعة هي 40 مجم مرتين يوميًا

## المجتمع والثقافة

### التوزيع الدولي
في عام 2010، أعلنت استرازينيكا عن اتفاقية ترويج مشترك مع دايتشي سانكيو لتوزيع نيكسيوم Nexium في اليابان. في سبتمبر 2011، تمت الموافقة على بيع نيكسيوم Nexium وتم إطلاقه بواسطة دايتشي سانكيو Daiichi Sankyo في اليابان. تمت الموافقة على استخدام إيزوميبرازول في الولايات المتحدة في فبراير 2001.

### اقتصاديات
بين إطلاق عقار إيزوميبرازول في عامي 2001 و 2005، حقق العقار أرباحًا تصل قيمتها إلى 14.4 مليار دولارًا أمريكيًا لشركة استرازينيكا..

### الجدل حول إيزوميبرازول
كان هناك بعض الجدل حول سلوك استرازينيكا في ابتكار، تسجيل براءات الاختراع، وتسويق الدواء. إن سلف إيزوميبرازول الناجح هوالأوميبرازول. إن الأوميبرازول هو خليط من جزيئين متماثلين ضوئيا (إيزوميبرازول والذي هو النظير الضوئي الميسر S-، وأوميبرازول النظير الضوئي الميمن R-)؛ قال النقاد إن الشركة كانت تحاول جعل براءة اختراع أوميبرازول «دائمة الخضرة evergreen» من خلال تسجيل براءة اختراع إيزوميبرازول النقي وتسويقها بقوة للأطباء على أنها أكثر فعالية من الخليط.
إن تعبير «دائمة الخضرة» يقصد بها أي من الاستراتيجيات القانونية والتجارية والتكنولوجية المختلفة التي يطيل من خلالها المنتجون من عمر براءات الاختراع الخاصة بهم والتي توشك على الانتهاء، وذلك من أجل الاحتفاظ بالعائدات منهم، إما عن طريق الحصول على براءات اختراع جديدة (على سبيل المثال أنظمة التسليم المتتابع، أو أشكال ومخاليط صيدلانية جديدة)، أو عن طريق الشراء، أو إحباط المنافسين، لفترات زمنية أطول مما هو مسموح به عادة بموجب القانون.
كما انتقد توماس أ. سكالي، رئيس مراكز الرعاية الطبية والخدمات الطبية (CMS)، شركة استرازينيكا لتسويقها القوي لدواء نيكسيوم Nexium. في مؤتمر للجمعية الطبية الأمريكية (AMA)، قال إن شركة استرازينيكا تستخدم العقار الجديد لزيادة تكلفة المستهلكين وشركات التأمين.[بحاجة لمصدر]

### أسماء الماركات
تتوفر إصدارات عامة من إيزوميبرازول المغنيسيوم في جميع أنحاء العالم. وهي متوفرة بدون وصفة طبية تحت الاسم التجاري نيكسيوم Nexium في الولايات المتحدة  والمملكة المتحدة.

## روابط خارجية
- "Esomeprazole". Drug Information Portal. U.S. National Library of Medicine. مؤرشف من الأصل في 2020-11-27.
- sodium "Esomeprazole sodium". Drug Information Portal. U.S. National Library of Medicine. مؤرشف من الأصل في 2020-10-24. {{استشهاد ويب}}: تحقق من قيمة |مسار أرشيف= (مساعدة)